# Меровех II
Меровех II (Merowech II, Merovech, Meroweus; * 550; † 577) е син на крал Хилперих I от Неустрия от династията на Меровингите и на Аудовера.

## Биография
През 576 г. Меровех е изпратен от баща му Хилперих I с войска в Pictavis (Поатие), но той марширува до Тур, където прекарва Великденските празници. След това той тръгва към Руен, където посещава своята заточена в манастир майка Аудовера. В Руен той се среща със своята овдовяла леля Брунхилда от Австразия. Двамата са венчани против канонското право от епископ Претекстат. Брунхилда вероятно искала чрез Меровех да спечели съюзник против неговата мащеха Фредегунда, нейната най-голяма противничка. Хилперих пристига веднага в Руен и се опитва да раздели новооженилите се. След няколко дена той отива само с Меровех в Соасон и го оставя под наблюдение. Хилперих нарежда да подстрижат дългите коси на сина му Меровех, да го направят свещеник и го изпраща в манастира Anninsola (Saint-Calais) при Льо Ман. По пътя за там Меровех е освободен от Гунтрам Бозон и заведен в църквата „Ст. Мартин“ в Тур, където намира подслон при епископ Григорий Турски. През 577 г. Хилперих пристига с войска си в Тур и заплашва да изгори целия регион, но Григорий обявява църковният азил за ненарушим.
Леудаст, comes (граф) на Тур, един привърженик на Фредегунда, не успява да убие Меровех, а само неговия слуга. Марилейф, домашният лекар на Хилперих, по нареждане на Меровех за отмъщение, е пребит и ограбен, но намира азил в църква. След това Меровех с Гунтрам Бозон и свита от 500 души напуска Тур, вероятно като съпруг на Брунхилда да бъде признат от австразийците като последник на Сигиберт I. При Оксер Меровех е заловен от Ерпо, един dux (херцог) на крал Гунтрам I от Бургундия, но успява да избяга и намира азил в базиликата „Св. Герман“ в Оксер. След два месеца той бяга при Брунхилда, но не успява да се наложи като крал и също като регент на 8-годишния Хилдеберт II.
Хилперих не успява с войската си да залови своя син Меровех в Шампан. Австразийските благородници сключват съюз с крал Гунтрам от Бургундия, който осиновява младия Хилдеберт и го прави свой наследник.
Жителите на Tarabennenses (Теруан) съобщават на Хилперих присъствието на Меровех. За да не бъде предаден на враговете му, Меровех нарежда на своя доверен Гайлен да го убие с меч. През 585 г. крал Гунтрам от Бургундия погребва своя убит племенник чрез епископ Папол от Шартър в катедралата „Св. Винцент“ в Париж.